# Nulový znak
Nulový znak (je používáno i anglické označení NULL nebo NUL a vzhledem k nejčastější reprezentaci také označení nulový bajt) je řídicí znak, který je v kódových sadách na pozici 0 – například ve standardech ISO/IEC 646, ASCII, ISO/IEC 10646 (a s ním příbuzných Unicode a ISO/IEC 8859), EBCDIC a v řídicí sadě C0.

## Historie a použití
Znak NUL (sloupec pouze s vodicím otvorem) bylo možné použít pro vynechání místa na sedmistopé děrné pásce pro pozdější použití; nulové znaky byly ignorovány, ale mohly být později předěrovány libovolnými znaky. Nulový znak měl stejně jako znak DEL význam nulové operace – jeho zaslání tak nemělo mít žádný vliv na výstup na terminál nebo tiskárnu.
Jazyk C zakončuje řetězcové konstanty (psané v textu programu v uvozovkách) znakem s kódem 0 a ve standardní knihovně poskytuje funkce pro práci s těmito řetězci. Tento způsob reprezentace textových řetězců nazývaný nulou zakončené řetězce) převzaly další programovací jazyky a v moderní době jde o hlavní použití znaku s kódem 0.

## Zápisy nulového znaku
| Notace                           | Zápis nulového znaku |
| -------------------------------- | -------------------- |
| Stříškový zápis                  | ^@                   |
| Unicode (samotný znak)           | (U+0000)             |
| Unicode (viditelná reprezentace) | ␀ (U+2400)           |
| Escape sekvence                  | \0                   |
| URL kódování                     | %00                  |